# أولاد سيدي بوحيى (الحشاشدة)
أولاد سيدي بوحيى هو دُوَّار يقع بجماعة البريكيين، إقليم الرحامنة، جهة مراكش آسفي في المملكة المغربية. ينتمي الدوّار لمشيخة الحشاشدة التي تضم 11 دوار. يقدر عدد سكانه بـ 607 نسمة حسب الإحصاء الرسمي للسكان والسكنى لسنة 2004.

## روابط خارجية
- البوابة الوطنية للجماعات الترابية
- المندوبية السامية للتخطيط